# Karakoro (rivière)
Pour les articles homonymes, voir Karakoro.
Le Karakoro est une rivière d'Afrique de l'Ouest, affluent de la rive droite du fleuve Sénégal et formant une frontière entre le Mali et la Mauritanie. Sa longueur est de 310 km.

## Géographie
Elle prend sa source dans la boutonnière du Hodh, aux environs de Kiffa. Ses affluents sont des oueds descendant de l'Assaba, du Regueyba et de l'Affolé.
Elle se jette dans le fleuve Sénégal à proximité de la ville de Ghabou, à 846 km de la source du Sénégal et 944 km de l'Océan Atlantique.
La rivière a donné son nom à une commune rurale du Mali : Karakoro.